# Finn Berstad
Finn Berstad (Bergen, 17 luglio 1901 – Bergen, 1º ottobre 1982) è stato un dirigente sportivo e calciatore norvegese, di ruolo attaccante.

## Carriera

### Giocatore

#### Club
Berstad vestì la maglia del Brann.

#### Nazionale
Conta 32 presenze e 13 reti per la Norvegia. Esordì il 25 maggio 1921, nel successo per 3-2 sulla Finlandia, nel corso del quale segnò una doppietta.

### Dopo il ritiro
Una volta conclusa la carriera agonistica, ricoprì la carica di presidente del Brann dal 1934 al 1935.